# Felix Otto

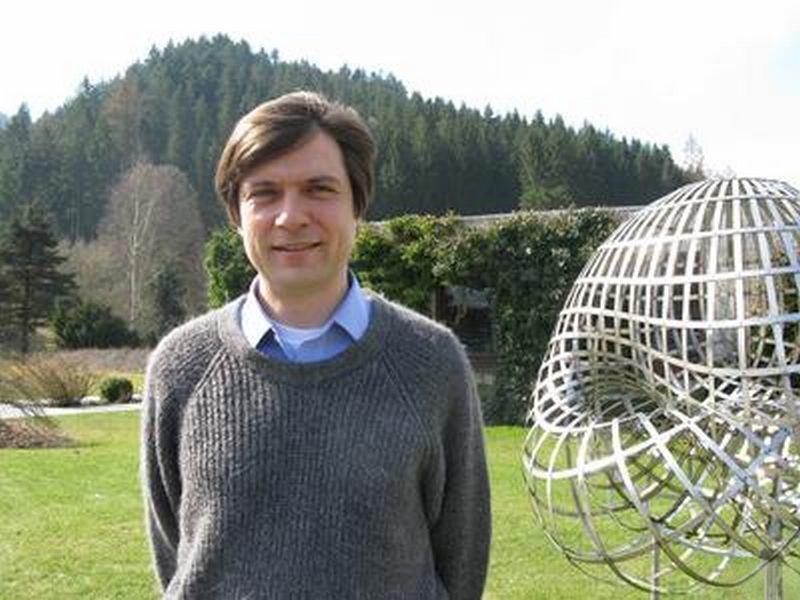
Felix Otto

Felix Otto (ur. 19 maja 1966 w Monachium) – niemiecki matematyk, od 2010 roku dyrektor Instytutu Matematyki w Naukach Przyrodniczych im. Maxa Plancka. Zajmuje się równaniami różniczkowymi cząstkowymi i fizyką matematyczną.

## Życiorys
Studia ukończył w 1990 roku na Uniwersytecie Fryderyka Wilhelma w Bonn, gdzie trzy lata później uzyskał też stopień doktora. W latach 1995–1999 pracował na uczelniach amerykańskich, a po powrocie do Niemiec jako profesor na Uniwersytecie Fryderyka Wilhelma w Bonn. Od 2010 r. jest dyrektorem Instytutu Matematyki w Naukach Przyrodniczych im. Maxa Plancka.
Swoje prace publikował m.in. w „Communications on Pure and Applied Mathematics”, „Communications in Mathematical Physics”, „Journal of Functional Analysis”, „Archive for Rational Mechanics and Analysis” i „Journal of the European Mathematical Society” oraz najbardziej prestiżowych czasopismach matematycznych świata: „Journal of the American Mathematical Society” i „Inventiones Mathematicae”. Redaktor m.in. „Archive for Rational Mechanics and Analysis” i „Journal of Evolution Equations”.
W 2002 roku wygłosił wykład sekcyjny na Międzynarodowym Kongresie Matematyków w Pekinie, w 2019 na konferencji Dynamics, Equations and Applications (DEA 2019), a w 2008 wykład plenarny na European Congress of Mathematics w Amsterdamie.
Laureat Gottfried Wilhelm Leibniz-Preis w 2006 r. Członek Niemieckiej Akademii Przyrodników Leopoldina i Academia Europaea.
Wypromował ponad 20 doktorów.